# Amelanchier arborea
Amelanchier arborea är en rosväxtart som först beskrevs av Michx. f., och fick sitt nu gällande namn av Merritt Lyndon Fernald. Amelanchier arborea ingår i släktet häggmisplar, och familjen rosväxter.

## Underarter
Arten delas in i följande underarter:
- A. a. alabamensis
- A. a. austromontana

## Bildgalleri

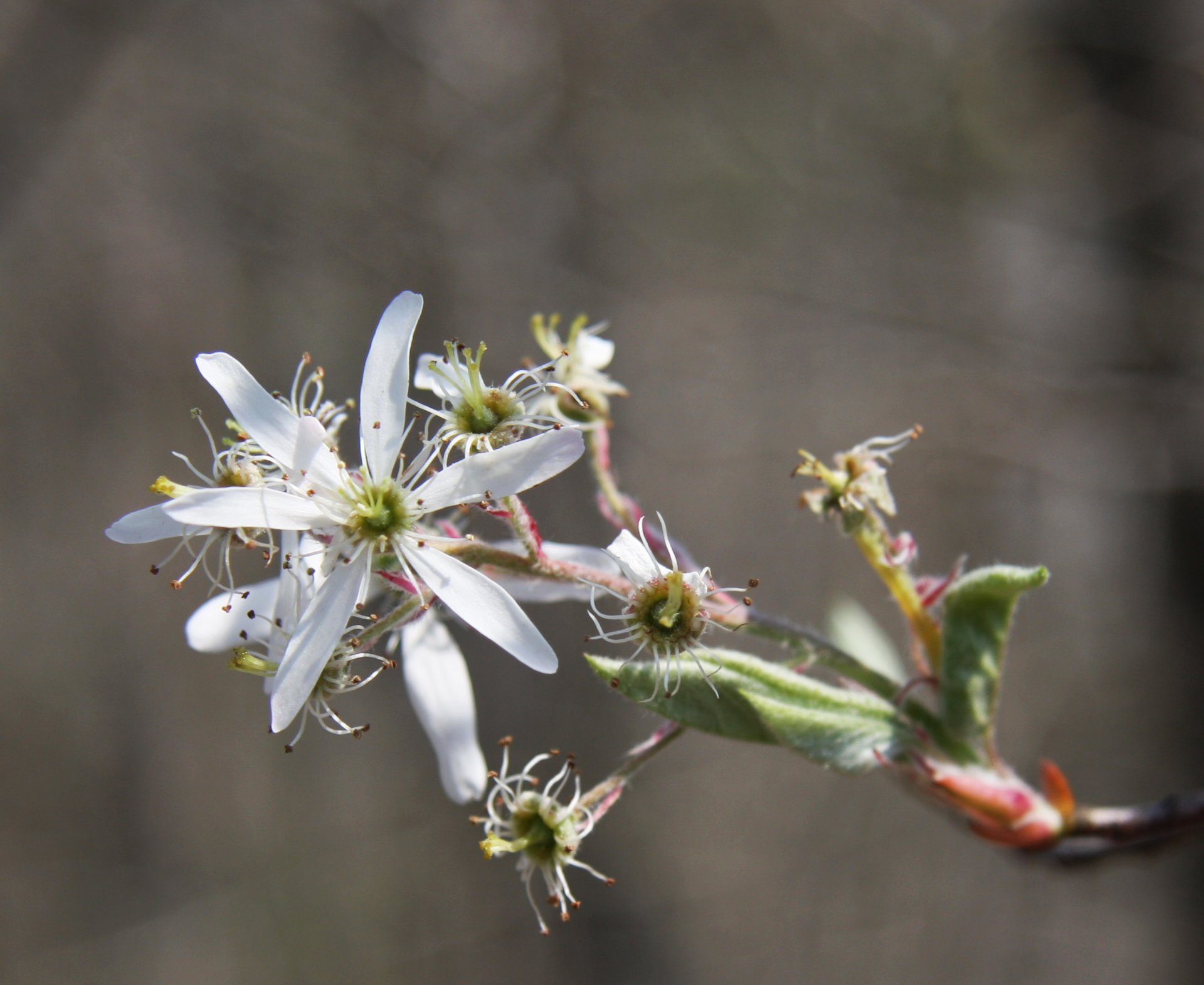